# ويليام فارار سميث
ويليام فارار سميث (بالإنجليزية: William Farrar Smith)‏ هو مهندس مدني وضابط أمريكي، ولد في 17 فبراير 1824 في St. Albans (town), Vermont ‏ في الولايات المتحدة، وتوفي في 28 فبراير 1903 في فيلادلفيا في الولايات المتحدة.